# Мысы (Лебяжский район)
 Мысы  — деревня в Лебяжском районе Кировской области.

## География
Расположена на расстоянии примерно 15 км на восток от райцентра поселка  Лебяжье недалеко от правого берега реки Вятка.

## История
Основана марийцами в 1689 году. В 1873 году в починке Мысовский отмечено было дворов 52 и жителей 499, в 1905 здесь (деревня Верхние Мысы) 112 и 663, в 1926 (уже Мысы) 154 и 806, в 1950 178 и 645, в 1989 148 жителей. В советское время работал колхоз «Юпитер».  В период 
2006-2012 годов входила в состав Вотского сельского поселения, в 2012-2020 годов входила в состав Михеевского сельского поселения до упразднения последнего.

## Население
Постоянное население составляло 98 человек (русские 98%) в 2002 году, 27 в 2010.